# 2014 w lekkoatletyce
2014 w lekkoatletyce – prezentacja sezonu 2014 w lekkoatletyce.
Najważniejszą imprezą sezonu będą rozegrane na początku marca w Sopocie halowe mistrzostwa świata. Od 9 maja do 5 września rozgrywana była kolejna edycja Diamentowej Ligi IAAF – cyklu najbardziej prestiżowych mityngów lekkoatletycznych. Nowością w kalendarzu są zawody IAAF World Relays.

## Zawody międzynarodowe

### Światowe
| Zawody                                                | Miejsce   | Data           |
| ----------------------------------------------------- | --------- | -------------- |
| Halowe mistrzostwa świata                             | Sopot     | 7–9 marca      |
| Mistrzostwa świata juniorów                           | Eugene    | 22–27 lipca    |
| Mistrzostwa świata w półmaratonie                     | Kopenhaga | 29 marca       |
| Puchar świata w chodzie sportowym                     | Taicang   | 3–4 maja       |
| Puchar interkontynentalny                             | Marrakesz | 13–14 września |
| IAAF World Relays                                     | Nassau    | 24–25 maja     |
| Igrzyska olimpijskie młodzieży                        | Nankin    | 16–28 sierpnia |
| Akademickie mistrzostwa świata w biegach przełajowych | Entebbe   | 22 marca       |
| Mistrzostwa świata w biegu na 100 kilometrów          | Dyneburg  | 30 sierpnia    |

### Międzykontynentalne i regionalne
| Zawody                         | Miejsce   | Data                |
| ------------------------------ | --------- | ------------------- |
| Igrzyska Wspólnoty Narodów     | Glasgow   | 27 lipca–2 sierpnia |
| Mistrzostwa ibero-amerykańskie | São Paulo | 1–3 sierpnia        |

### Kontynentalne

#### Afryka
| Zawody                                    | Miejsce   | Data           |
| ----------------------------------------- | --------- | -------------- |
| Mistrzostwa Afryki                        | Marrakesz | 20–14 sierpnia |
| Mistrzostwa Afryki w biegach przełajowych | Kampala   | 16 marca       |

#### Ameryka Północna, Południowa i Karaiby
| Zawody                                             | Miejsce        | Data               |
| -------------------------------------------------- | -------------- | ------------------ |
| CARIFTA Games                                      | Fort-de-France | 18–20 kwietnia     |
| Młodzieżowe Mistrzostwa NACAC                      | Kamloops       | 8–10 sierpnia      |
| Igrzyska Ameryki Środkowej i Karaibów              | Veracruz       | 15–30 listopada    |
| Mistrzostwa Ameryki Środkowej i Karaibów juniorów  | Gwatemala      | 4–6 lipca          |
| Mistrzostwa Ameryki Południowej juniorów młodszych | Tarija         | 17–19 października |
| Młodzieżowe mistrzostwa Ameryki Południowej        | San Luis       | 3–5 października   |

#### Australia i Oceania
| Zawody                                    | Miejsce   | Data          |
| ----------------------------------------- | --------- | ------------- |
| Mistrzostwa Australii i Oceanii w chodzie | Hobart    | 2 lutego      |
| Mistrzostwa Oceanii                       | Rarotonga | 24–26 czerwca |

#### Azja
| Zawody                                  | Miejsce  | Data                       |
| --------------------------------------- | -------- | -------------------------- |
| Halowe mistrzostwa Azji                 | Hangzhou | 15–16 lutego               |
| Mistrzostwa Azji w biegach przełajowych | Fukuoka  | 22 lutego                  |
| Mistrzostwa Azji w chodzie sportowym    | Nomi     | 16 marca                   |
| Mistrzostwa Azji juniorów               | Tajpej   | 13–16 czerwca              |
| Igrzyska azjatyckie                     | Incheon  | 19 września–4 października |
| Igrzyska Południowej Azji               | Katmandu |                            |

#### Europa

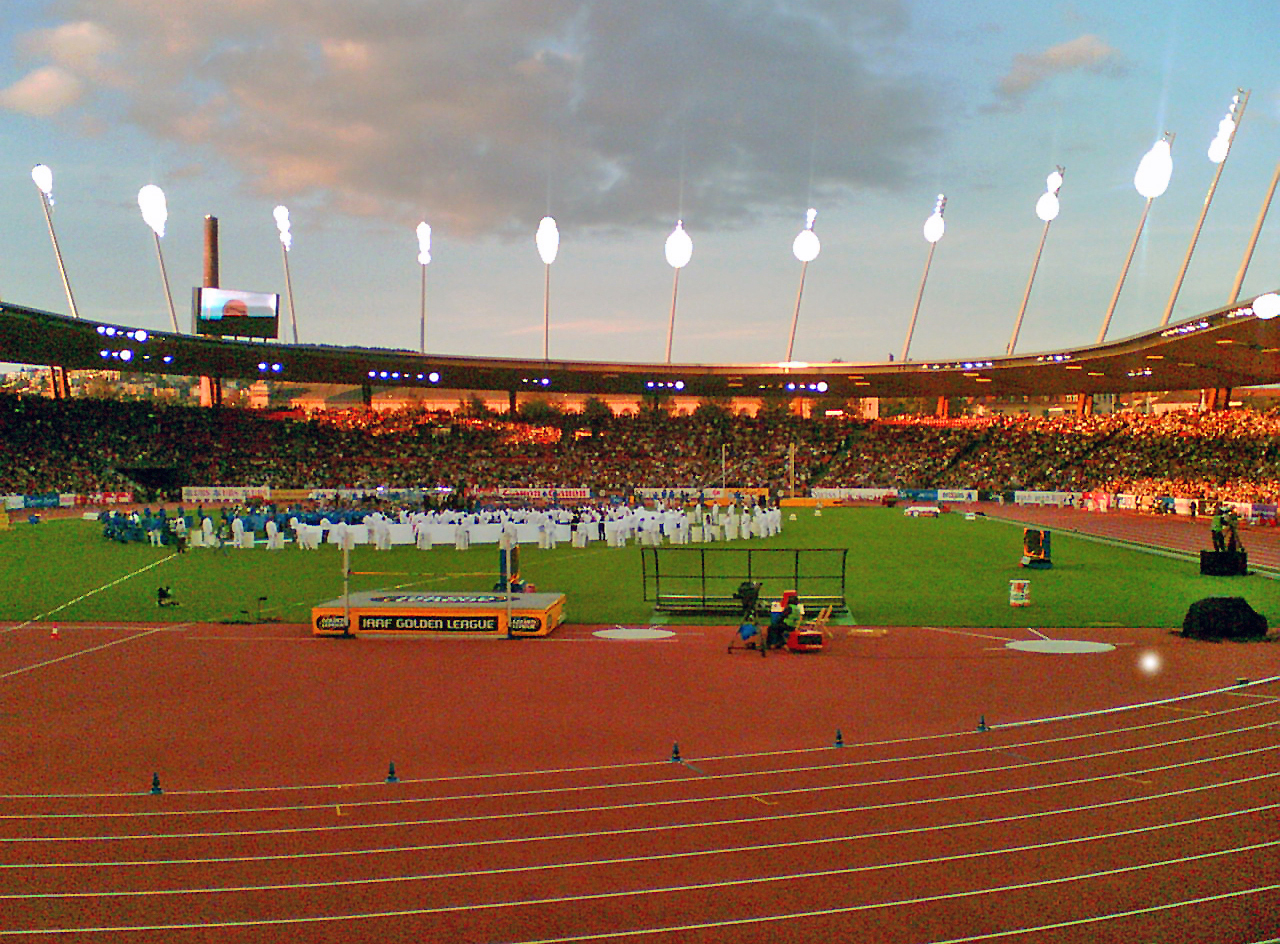
Letzigrund Stadion w Zurychu będzie areną mistrzostw Europy

| Zawody                                             | Miejsce                        | Data           |
| -------------------------------------------------- | ------------------------------ | -------------- |
| Mistrzostwa Europy                                 | Zurych                         | 12–17 sierpnia |
| Drużynowe mistrzostwa Europy                       | Brunszwik Tallinn Ryga Tbilisi | 21–22 czerwca  |
| Puchar Europy w wielobojach                        | Toruń Donieck                  | 5–6 lipca      |
| Kwalifikacje do igrzysk olimpijskich młodzieży     | Baku                           | 6–8 czerwca    |
| Mistrzostwa Europy w biegach przełajowych          | Samokow                        | 14 grudnia     |
| Mistrzostwa Europy w biegach górskich              | Gap                            | 12 lipca       |
| Mistrzostwa Europy w biegu na 100 kilometrów       | Dyneburg                       | 30 sierpnia    |
| Zimowy puchar Europy w rzutach                     | Leiria                         | 15–16 marca    |
| Puchar Europy w biegu na 10 000 metrów             | Skopje                         | 7 czerwca      |
| Halowe mistrzostwa krajów bałkańskich              | Stambuł                        | 22 lutego      |
| Mistrzostwa krajów bałkańskich                     | Kluż-Napoka                    | 26–27 lipca    |
| Mistrzostwa krajów bałkańskich w chodzie sportowym | Bałczik                        | 12 kwietnia    |
| Mistrzostwa krajów bałkańskich w półmaratonie      | Durrës                         | 6 kwietnia     |
| Mistrzostwa krajów bałkańskich w maratonie         | Belgrad                        | 27 kwietnia    |

## Mistrzostwa krajowe
| Kraj              | Zawody                                  | Miejsce     | Data         |
| ----------------- | --------------------------------------- | ----------- | ------------ |
| Polska            | Mistrzostwa Polski seniorów             | Szczecin    | 29–31 lipca  |
| Stany Zjednoczone | Halowe mistrzostwa Stanów Zjednoczonych | Albuquerque | 21–23 lutego |

## Mityngi lekkoatletyczne
- Osobny artykuł: Diamentowa Liga 2014.

## Rekordy

### Rekordy świata

#### Hala

##### Mężczyźni
| Konkurencja | Zawodnik | Reprezentacja | Rezultat | Miejsce | Data |
| ----------- | -------- | ------------- | -------- | ------- | ---- |

##### Kobiety
| Konkurencja | Zawodnik | Reprezentacja | Rezultat | Miejsce | Data |
| ----------- | -------- | ------------- | -------- | ------- | ---- |

#### Stadion

##### Mężczyźni
| Konkurencja | Zawodnik | Reprezentacja | Rezultat | Miejsce | Data |
| ----------- | -------- | ------------- | -------- | ------- | ---- |

##### Kobiety
| Konkurencja | Zawodnik | Reprezentacja | Rezultat | Miejsce | Data |
| ----------- | -------- | ------------- | -------- | ------- | ---- |

### Rekordy kontynentów

#### Afryka

##### Hala

###### Mężczyźni
| Konkurencja | Zawodnik | Reprezentacja | Rezultat | Miejsce | Data |
| ----------- | -------- | ------------- | -------- | ------- | ---- |

###### Kobiety
| Konkurencja | Zawodnik | Reprezentacja | Rezultat | Miejsce | Data |
| ----------- | -------- | ------------- | -------- | ------- | ---- |

##### Stadion

###### Mężczyźni
| Konkurencja | Zawodnik | Reprezentacja | Rezultat | Miejsce | Data |
| ----------- | -------- | ------------- | -------- | ------- | ---- |

###### Kobiety
| Konkurencja | Zawodnik | Reprezentacja | Rezultat | Miejsce | Data |
| ----------- | -------- | ------------- | -------- | ------- | ---- |

#### Ameryka Południowa

##### Hala

###### Mężczyźni
| Konkurencja | Zawodnik | Reprezentacja | Rezultat | Miejsce | Data |
| ----------- | -------- | ------------- | -------- | ------- | ---- |

###### Kobiety
| Konkurencja | Zawodnik | Reprezentacja | Rezultat | Miejsce | Data |
| ----------- | -------- | ------------- | -------- | ------- | ---- |

##### Stadion

###### Mężczyźni
| Konkurencja | Zawodnik | Reprezentacja | Rezultat | Miejsce | Data |
| ----------- | -------- | ------------- | -------- | ------- | ---- |

###### Kobiety
| Konkurencja | Zawodnik | Reprezentacja | Rezultat | Miejsce | Data |
| ----------- | -------- | ------------- | -------- | ------- | ---- |

#### Ameryka Północna

##### hala

###### Mężczyźni
| Konkurencja | Zawodnik | Reprezentacja | Rezultat | Miejsce | Data |
| ----------- | -------- | ------------- | -------- | ------- | ---- |

###### Kobiety
| Konkurencja | Zawodnik | Reprezentacja | Rezultat | Miejsce | Data |
| ----------- | -------- | ------------- | -------- | ------- | ---- |

##### stadion

###### Mężczyźni
| Konkurencja | Zawodnik | Reprezentacja | Rezultat | Miejsce | Data |
| ----------- | -------- | ------------- | -------- | ------- | ---- |

###### Kobiety
| Konkurencja | Zawodnik | Reprezentacja | Rezultat | Miejsce | Data |
| ----------- | -------- | ------------- | -------- | ------- | ---- |

#### Australia i Oceania

##### Hala

###### Mężczyźni
| Konkurencja | Zawodnik | Reprezentacja | Rezultat | Miejsce | Data |
| ----------- | -------- | ------------- | -------- | ------- | ---- |

###### Kobiety
| Konkurencja | Zawodnik | Reprezentacja | Rezultat | Miejsce | Data |
| ----------- | -------- | ------------- | -------- | ------- | ---- |

##### Stadion

###### Mężczyźni
| Konkurencja | Zawodnik | Reprezentacja | Rezultat | Miejsce | Data |
| ----------- | -------- | ------------- | -------- | ------- | ---- |

#### Azja

##### Hala

###### Mężczyźni
| Konkurencja | Zawodnik | Reprezentacja | Rezultat | Miejsce | Data |
| ----------- | -------- | ------------- | -------- | ------- | ---- |

###### Kobiety
| Konkurencja | Zawodnik | Reprezentacja | Rezultat | Miejsce | Data |
| ----------- | -------- | ------------- | -------- | ------- | ---- |

##### Stadion

###### Mężczyźni
| Konkurencja | Zawodnik | Reprezentacja | Rezultat | Miejsce | Data |
| ----------- | -------- | ------------- | -------- | ------- | ---- |

###### Kobiety
| Konkurencja | Zawodnik | Reprezentacja | Rezultat | Miejsce | Data |
| ----------- | -------- | ------------- | -------- | ------- | ---- |

#### Europa

##### Hala

###### Mężczyźni
| Konkurencja | Zawodnik | Reprezentacja | Rezultat | Miejsce | Data |
| ----------- | -------- | ------------- | -------- | ------- | ---- |

###### Kobiety
| Konkurencja | Zawodnik | Reprezentacja | Rezultat | Miejsce | Data |
| ----------- | -------- | ------------- | -------- | ------- | ---- |

##### Stadion

###### Mężczyźni
| Konkurencja | Zawodnik | Reprezentacja | Rezultat | Miejsce | Data |
| ----------- | -------- | ------------- | -------- | ------- | ---- |

###### Kobiety
| Konkurencja | Zawodnik | Reprezentacja | Rezultat | Miejsce | Data |
| ----------- | -------- | ------------- | -------- | ------- | ---- |

## Nagrody

### Mężczyźni
| Plebiscyt                           | Zwycięzca |
| ----------------------------------- | --------- |
| IAAF World Athlete of the Year      |           |
| Track & Field Athlete of the Year   |           |
| European Athlete of the Year Trophy |           |
| European Athletics Rising Star      |           |

### Kobiety
| Plebiscyt                           | Zwycięzca |
| ----------------------------------- | --------- |
| IAAF World Athlete of the Year      |           |
| Track & Field Athlete of the Year   |           |
| European Athlete of the Year Trophy |           |
| European Athletics Rising Star      |           |

## Zgony
| Imię i nazwisko         | Wiek | Data śmierci            | Źródło |
| ----------------------- | ---- | ----------------------- | ------ |
| Czesław Borodziej       | 63   | 4 stycznia(dts) br      | [ 13 ] |
| Andy Holden             | 65   | 4 stycznia(dts) br      | [ 14 ] |
| Emiel Pauwels           | 95   | 7 stycznia(dts) br      | [ 15 ] |
| Bill Woodhouse          | 76   | 9 stycznia(dts) br      | [ 16 ] |
| Jim Irons               | 76   | 18 stycznia(dts) br     | [ 17 ] |
| Christopher Chataway    | 82   | 19 stycznia(dts) br     | [ 18 ] |
| Michał Joachimowski     | 63   | 19 stycznia(dts) br     | [ 19 ] |
| Dave Power              | 85   | 1 lutego(dts) br        | [ 20 ] |
| Ranjit Bhatia           | 77   | 9 lutego(dts) br        | [ 21 ] |
| Halina Zborowska        | 92   | 4 marca(dts) br         | [ 22 ] |
| Jerzy Hausleber         | 83   | 13 marca(dts) br        | [ 23 ] |
| Leonhard Pohl           | 84   | 23 kwietnia(dts) br     | [ 24 ] |
| Czesław Kołodyński      | 73   | 24 kwietnia(dts) br     | [ 25 ] |
| Mel Patton              | 89   | 9 maja(dts) br          | [ 26 ] |
| Roy Ravana              | 20   | 9 czerwca(dts) br       | [ 27 ] |
| Werner Lueg             | 82   | 13 lipca(dts) br        | [ 28 ] |
| Alice Coachman          | 90   | 14 lipca(dts) br        | [ 29 ] |
| Leonard Dobczyński      | 81   | 10 sierpnia(dts) br     | [ 30 ] |
| Todor Manołow           | 63   | 5 września(dts) br      | [ 31 ] |
| Kazimierz Śmierzchalski | 82   | 1 października(dts) br  | [ 32 ] |
| Göte Hagström           | 96   | 5 października(dts) br  | [ 33 ] |
| Mbulaeni Mulaudzi       | 34   | 24 października(dts) br | [ 34 ] |
| Ben Cayenne             | 70   | 1 listopada(dts) br     | [ 35 ] |

## Koniec kariery
| Imię i nazwisko | Wiek | Źródło        |
| --------------- | ---- | ------------- |
| Jeanette Kwakye | 30   | [ 36 ] [ 37 ] |
| Steve Hooker    | 31   | [ 38 ] [ 39 ] |